# Николаевский, Николай Матвеевич
Никола́й Матве́евич Николаевский (1907—1996) — советский экономист-нефтяник, лауреат Сталинской премии. Доктор экономических наук (1949), профессор (1959).

## Биография
Сын композитора Матвея Иосифовича Николаевского и пианистки Розалии Яковлевны Привен (1880—1962).
Выпускник Московского нефтяного института им. И. М. Губкина (1930), инженер-экономист.
Работа:
- 1930—1932 инженер-экономист, начальник отдела НГДУ «Азнефть»;
- 1933—1938 старший научный сотрудник Института экономики АН СССР;
- 1937—1938 (по совместительству) заведующий кафедрой экономики МНИ им. И. М. Губкина,
- 1938—1947 начальник отдела нефти Госплана СССР;
- 1947—1989 старший научный сотрудник, начальник отдела, ведущий научный сотрудник ВНИИнефть.

Похоронен на Ваганьковском кладбище.

## Основные работы
- «Разработка III горизонта месторождения Балка Широкая с нагнетанием воды в пласт» (в соавторстве с М. М. Глоговским, А. П. Крыловым, П. М. Белаш) (1945),
- «Предварительная схема разработки пласта D (девон) Туймазинского нефтяного месторождения» (в соавторстве с А. П. Крыловым, Н. И. Буяловым, М. М. Глоговским) (1947),
- «Научные основы разработки нефтяных месторождений» (в соавторстве с А. П. Крыловым, М. Ф. Мирчинком, И. А. Чарным, М. М. Глоговским) (1948),
- «Система разработки первого девонского горизонта Туймазинского месторождения» (в соавторстве с А. П. Крыловым, М. Ф. Мирчинком, М. М. Глоговским) (1952),
- «Экономика нефтяной промышленности».

## Награды и звания
- Сталинская премия 2 степени (1949 год) — за труд «Научные основы разработки нефтяных месторождений» (в соавторстве, 1948).
- Медали;
- Почётный нефтяник.